# De Donk ('s-Hertogenbosch)
De Donk is een woonwijk in Den Bosch, in de Nederlandse provincie Noord-Brabant, gelegen in het stadsdeel Noord. De wijk ligt bij knooppunt Empel, direct ten zuiden van de A59 en ten westen van de A2 en de Ploossche Plas. De straatnamen in de wijk hebben geen namen, maar zijn genummerd; van Eerste Donk tot en met de Negende Donk. Deze straten liggen aan een centrale dreef, de Donkse dreef.
De gemeente 's-Hertogenbosch heeft De Donk ingedeeld bij het stadsdeel Noord.

## Aangrenzende wijken
| Aangrenzende wijken | Aangrenzende wijken | Aangrenzende wijken | Aangrenzende wijken | Aangrenzende wijken |
| ------------------- | ------------------- | ------------------- | ------------------- | ------------------- |
|                     |                     | Maaspoort           |                     | Empel               |
|                     |                     |                     |                     |                     |
| De Rompert          | De Reit             |                     |                     |                     |
|                     |                     |                     |                     |                     |
| De Slagen           |                     | De Haren            |                     |                     |